# 让-皮埃尔·费伊
让-皮埃尔·费伊（英语：Jean-Pierre Faye，1925年7月19日—），法国哲学家，小说和散文詩作家。

## 生平
费伊出生在巴黎。他是先锋文学评论杂志Tel-quel和后来的Change的编辑委员会成员。他因1964年的小说《锁》（L'Écluse）获得了勒诺多文学奖。他是吉尔·德勒兹的文学杂志Chimère的长期撰稿人。
他与雅克·德里达等人合作撰写了《蓝色报告》（法语：Le rapport bleu），该报告促成了一所开放大学——国际哲学学院（Collège international de philosophie）于1983年成立。然而，他很快就在《极权主义语言2：叙事理性》（Langages totalitaires 2: la raison narrative）（1995年）中反省，转而反对解构主义、后现代主义。
他的论文，包括《故事理论》（Théorie du récit）和《语言的极权主义》（Langages Totalitaires）是关于极权主义国家与意识形态使用和滥用语言的强有力研究。

## 马蹄铁理论
让-皮埃尔·费伊提出了馬蹄鐵理論，该理论认为极左派和极右派并非直线上的两个极端，反而是像馬蹄鐵的两个极端一样——两派其实有很多相似的地方。